# Крез
Крез (на латински: Croesus; на гръцки: Κροῖσος, Kroîsos; * 596/595 пр.н.е.; † 546 пр.н.е.) е последният цар на Лидия в Мала Азия от 560 пр.н.е. до 546 пр.н.е. и е познат със своето богатство. Името му става нарицателно с фразата „Богат като Крез“.

## Произход
Почти всичко, което знаем за Крез, идва от „История“ на Херодот. Владетелят произлиза от династията Мермнади. Син е на Алиат II (цар 613 – 556 пр.н.е.), „откривателят“ на сеченето на монети. Майка му е от Кария. Потомък е на цар Гиг (710 – 672 пр.н.е.). Брат е на Адрамит, който основава град Adramytteion. Има и две сестри, едната Ариенида е омъжена за Астиаг, цар на Мидия (585 – 550 пр.н.е.), другата с неизвестно име е омъжена за Мелас и му ражда Пиндар, който става тиран на Ефес. Той се жени и има двама сина и няколко дъщери.

## Управление
Според Херодот, Крез се възкачва на трона на 35 години и управлява 14 години и 14 дни. Според „Хрониката“ на Евсевий Кесарийски Крез управлява 16 години – от 560 до 546 пр.н.е. В една легенда се разказва, че Крез станал цар на Лидия през 561 г. пр. Хр., благодарение на своя прадядо Гигес – телохранител на цар Кандол, който убил господаря си и се оженил за царицата. Делфийскят оракул обаче предсказал, че наследниците на Кандол ще си отмъстят след пет поколения: поколението на Крез.
Крез е първо сърегент при баща си. В началото на управлението си успява да се отърве от своя полубрат, който се опитва да му оспори мястото на трона. Когато става цар, Крез разширява царството си и напада, според Херодот, първо гръцкия град Ефес. Там племенникът му Пиндар управлява като тиран. Царят дарява на града свободата, но племенникът му по негова заповед е изгонен на Пелопонес. Крез е пръв от варварите, който покорява някои елински племена и ги принуждава да му плащат данък, а други племена направил приятели. Покорени са йонийците, еолийците и дорийците в Азия, а лакедемонците прави свои приятели. Царството на Крез заема цялата западна част на Мала Азия до река Халис, която при Мазака/Птерия? (днес Кайзери) образува границата с Мидия, управлявана от Астиаг. Под владението на лидийците според Херодот са били: фригийци, траки, витини, кари, йонийци, дорийци, еолийци и други народни групи. Киликия и Ликия не са били в неговото царство. Завладените градове трябвало да му плащат трибути и данъци.
През 546 година пр.н.е. Крез е свален от трона от персийския цар Кир II, но е оставен жив. Херодот разказва, че точно преди Крез да бъде екзекутиран след разгрома си от Кир, той произнесъл фразата „О, Солоне, Солоне!“. Кир се заинтригувал и Крез му разказва своята история. Години преди войната на Лидия с Персия той се срещнал с видния атински държавник и мъдрец Солон. Крез му се похвалил със своето богатство и могъщество. Солон му отвърнал, че няма по-голямо богатство от човешкия живот, а всичко друго е преходно и мимолетно. Впечатлен от разказа, Кир отменя екзекуцията на Крез, давайки си сметка и за своята собствена преходност и за неоценимата стойност на човешкия живот.

## Галерия
- Крез получава трибут от лидийски селянин (1629 г. – картина на Клод Виньон, Лувъра
- Крез на амфора, Лувъра
- Разширение на Лидия през средата на 6 век при цар Крез
- Златна монета на Крез от
 ок. 550 пр.н.е., Британски музей, Лондон